# Amurg (roman)
Amurg este un roman despre vampiri pentru tineri, scris de autoarea Stephenie Meyer, fiind publicat pentru prima oară în SUA în 2005, iar în România în luna mai a anului 2008. Este prima carte din seria Amurg iar acțiunea ne este prezentată prin prisma unei fete de 17 ani, care se mută din orașul Phoenix, Arizona în micul Forks, Washington. Aceasta își pune viața în primejdie când se îndrăgostește de un vampir, Edward Cullen.

## Subiectul
Isabella „Bella” Swan se mută din seninul Phoenix, Arizona în înnoratul Forks, Washington ca să locuiască cu tatăl ei, Charlie. Ea se decide asupra acestui fapt pentru ca mama sa, Renée, să poată călători cu soțul ei, Phil Dwyer, care joacă într-o ligă minoră de baseball. Nefiind niciodată o elevă prea populară, ea este surprinsă să constate atenția de care se bucură la noua școală și felul în care băieții intră în competiție pentru ea.
Izbutește să se împrietenească chiar din prima zi cu un grup de studenți, însă atenția ei este atrasă de copiii adoptivi ai doctorului Cullen, cinci adolescenți stranii care formează micul lor grup în care aparent nimeni nu are acces.
La ora de biologie, ea se așează lângă Edward Cullen, iar el pare de-a dreptul dezgustat de ea, încercând după ora chiar să-și schimbe cursurile pentru a o evita, lucru care o azvârle pe fată într-o confuzie totală. Confuzia ei sporește atunci când Edward nu mai apare la școală, și se transformă într-o uluire totală în momentul în care el se întoarce, cu o atitudine total schimbată față de ea.
În momentul în care Edward îi salvează viața, oprind o dubă (miniwan) care era cât pe ce sa o strivească, Bella realizează ca ceva este în neregulă cu colegul ei. După ce îl păcălește pe un prieten de familie, Jacob Black din tribul Quileute, făcându-l să îi relateze o legendă locală, Bella ajunge la concluzia că Edward și familia sa sunt vampiri, dar nici acest lucru nu poate stopa atracția irezistibilă pe care o simte față de el. Ulterior, ea afla chiar de la Edward că cei din familia Cullen au decis cu mult timp în urmă să se abțină de la sângele uman, apelând în schimb la sângele animalelor pentru a se hrăni.
Nici lui Edward nu îi este indiferentă Bella, însă el e conștient de pericolul permanent la care o expune de fiecare dată când se văd - pentru el, mireasma ei este de o sută de ori mai puternică decât a oricărui alt om, și este nevoit sa facă uz de toată puterea lui de stăpânire pentru a nu-i face rău. Cu timpul însă, Edward necesită din ce în ce mai puțin efort pentru a se stăpâni și relația lor devine mai trainică.
Apariția unui alt grup de vampiri azvârle însă totul în aer. James, liderul lor, surprins de protecția pe care familia Cullen o acordă Bellei, consideră uciderea ei drept o provocare, și, prin urmare, începe să o vâneze.
Bella este nevoită să fugă din Forks împreună cu Jasper și Alice, doi dintre frații adoptivi ai lui Edward, și să se ascundă într-un hotel din Phoenix. Acolo, ea primește un telefon de la James în care acesta îi spune că o ține captivă pe mama ei, și îi cere să se predea dacă dorește ca aceasta să trăiască. Bella sosește singură la studioul de dans unde se afla James, doar pentru a descoperi ca mama ei nici nu fusese luata prizoniera, și că totul fusese o înșelăciune.
James încearcă să o ucidă pe Bella, însă Edward, împreună cu restul familiei, o salvează. Odată ce realizează ca James a muscat-o de mâna pe Bella, Edward suge veninul din trupul ei înainte ca acesta să se răspândească și să o transforme într-un vampir. Reîntorși în Forks, Bella si Edward participă la balul de absolvire al liceului, unde fata își exprimă dorința de a deveni vampir, dorință pe care iubitul ei refuză să i-o îndeplinească.

## Coperta
Stephenie Meyer a afirmat că mărul de pe copertă reprezintă fructul interzis din cartea Geneza. Acesta simbolizează iubirea dintre Bella și Edward, care este interzisă, similară fructului din Copacul cunoașterii binelui și răului, lucru evidențiat de citatul din Geneza 2:17 care deschide cartea. De asemenea reprezintă alegerea.

## Premii și Nominalizări
Amurg și-a câștigat renumele și a cucerit numeroase distincții cum ar fi:
- Cea mai bună cartea a anului - New York Times
- „Cea mai bună carte a deceniului... până acum” - Amazon.com
- Alegerea „Hot List” - Teen People
- „Top zece cea mai bună carte pentru tinerii adulți” - American Library Association
- Traducere în 20 de limbi
- „New York Best Seller”

## Critici
Criticile recepționate de Amurg sunt împărțite.
- Booklist a scris: Sunt câteva defecte aici- o intrigă care putea fi mai strânsă, o utilizare excesivă a adjectivelor și adverbelor pentru a susține dialogul- dar acest roman întunecat ți se prelinge în suflet.
- Kirkus a afirmat: 'Amurg' este departe de perfecțiune: Edward ilustrat drept un tragic erou  monstru este prea byronic, iar farmecul Bellei este bazat mai mult pe magie decât pe caracter. În orice caz, ilustrarea unor iubiți primejduiți își are farmecul ei; fanii romanelor întunecate vor rezista cu greu tentației.
- Publishers Weekly  descriu pasiunea Bellei pentru marginalizatul Edward, relația lor riscantă și lupta lăuntrică a lui Edward ca o metaforă pentru frustrarea sexuală ce acompaniază adolescența.
- Johanna Pohlete, reporter BusinessWorld Weekender, a remarcat isteria în masă din jurul cărții Amurg și a seriei ca un tot unitar.

## Adaptarea cinematografică
Cartea Amurg a fost adaptată pe marile ecrane de Summit Entertainment. Directorul filmului este Catherine Hardwicke iar protagoniștii seriei Isabella Swan și Edward Cullen sunt portretizați de Kristen Stewart și respectiv Robert Pattinson. Scenariul a fost adaptat de Melissa Rosenberg. Filmul a fost lansat pe 21 noiembrie 2008 în America de Nord și pe 12 decembrie 2008 în Australia.

## Ediții
Little, Brown and Company (United States, etc.)
- ISBN 0-316-16017-2 (Hardback)
- ISBN 0-316-03341-3 (Hardback, Collector's Edition)
- ISBN 0-316-01584-9 (Paperback)
- ISBN 0-316-03837-7 (Mass Market Paperback)

Topeka Bindery (United States, etc.)
- ISBN 1-4177-5591-1 (Library Binding)

ATOM (United Kingdom, etc.)
- ISBN 1-904233-64-3 (Hardback)
- ISBN 1-904233-65-1 (Paperback)
- ISBN 1-905654-34-0 (Special Edition Paperback)

Alfaguara (Spain, etc.)
- ISBN 978-970-770-994-2 (Paperback)

Hachette (France, etc.)
- ISBN 2-01-201067-9 (Hardback)

Sony Magazines (Japan, etc.)
- ISBN 4-7897-2602-9 (Magazine)